# Anisodes sciota
Anisodes sciota är en fjärilsart som beskrevs av Turner 1908. Anisodes sciota ingår i släktet Anisodes och familjen mätare. Inga underarter finns listade i Catalogue of Life.